# 양산로 (영등포구)
양산로(楊山路)는 서울특별시 영등포구 영등포동5가 영등포로53길에서 양평동1가 오목교 코업레지던스에 이르는 길이 2.3 km, 너비 15m의 도로이다. 지하철 5호선 영등포시장역, 영등포구청역, 양평을 잇는 지상길이다. 영등포구 양평동과 당산동의 두 동명의 첫 글자를 결합하여 지어졌다.

## 노선
- 영등포로53길 - 현대프라자 - 영등포시장역 - 한남상사사거리 - 영등포구청역 - 서울남부고용노동지청 - 양평역 - 서부간선도로

## 연결 도로
기점에서 영등포로53길과 직결되며, 영등포시장역에서 영중로, 더불어민주당 서울특별시당에서 영신로, 영등포구청역에서 당산로, 서울남부고용노동지청에서 선유로, 양평역에서 선유서로와 교차된다.

## 주요 건물 및 시설
- 영등포시장기계공구상가
- 영등포시장역
- 영중초등학교
- 더불어민주당 서울특별시당
- 영등포구청역
- 고용노동부 서울남부지청
- 당중초등학교
- 양평역
- 오목교 코업레지던스

## 같이 보기
- 영중로
- 당산로
- 선유로